# Capparis nectarea
Capparis nectarea là một loài thực vật có hoa trong họ Capparaceae. Loài này được Vell. mô tả khoa học đầu tiên năm 1829.